# Na skrzydłach orłów
Na skrzydłach orłów (ang. On Wings of Eagles) – oparta na faktach powieść sensacyjna brytyjskiego autora Kena Folletta, opisująca szczegóły misji specjalnej, która miała na celu uratowanie uwięzionych w ogarniętym rewolucją Iranie dwóch pracowników przedsiębiorstwa EDS.
W 1983 właściciel firmy, miliarder Ross Perot skontaktował się z brytyjskim pisarzem Kenem Follettem, który całe przedsięwzięcie opisał w swej książce. Follett twierdzi, że Perot nie zapłacił mu specjalnie za napisanie książki.
Książkę w Polsce wydało po raz pierwszy Wydawnictwo Amber w 1990 w tłumaczeniu Roberta Stażyńskiego. Potem była kilkakrotnie wznawiana przez wydawnictwo Albatros w przekładzie Andrzeja Leszczyńskiego.

## Treść
Ross Perot zorganizował grupę ratowniczą, złożoną z pracowników przedsiębiorstwa, dowodzoną przez byłego pułkownika sił specjalnych armii amerykańskiej, Arthura „Bulla” Simmonsa, w celu uwolnienia dwóch pracowników przedsiębiorstwa, Paula Chiapparone i Billa Gaylorda, uwięzionych bezprawnie w Teheranie w 1978 roku. Grupa dotarła do Iranu, gdzie planowała odbicie zakładników z terenu więzienia. Na nieszczęście, kilka dni później więźniowie zostali przeniesieni do innej, lepiej obwarowanej placówki. Zbawienny okazał się szturm przypuszczony na więzienie 12 lutego 1979 roku przez rewolucjonistów islamskich. Zniewoleni Amerykanie, korzystając z chaosu, uciekli z więzienia, odnaleźli hotel, w którym przebywała grupa ratownicza, a następnie, nie bez problemów, uciekli z pogrążonego w zamęcie wojennym Iranu drogą lądową przez granicę z Turcją.
Książka została zekranizowana w 1986 w postaci dwuodcinkowego miniserialu w reżyserii Andrew V. McLaglena. Postać Perota odtwarzał Richard Crenna, zaś „Bulla” Simmonsa Burt Lancaster.